# ГАЕС Plate Taille
ГАЕС Plate Taille – гідроакумулювальна електростанція у Бельгії. Знаходиться у сточищі річки l'Eau d'Heure, правій притоці Самбра, котрий в свою чергу є лівим допливом Маасу (впадає до Північного моря утворюючи спільну дельту з Рейном).
Нижній резервуар з площею поверхні 2,65 км2 і об’ємом 14,8 млн м3 створили на l'Eau d'Heure за допомогою кам’яно-накидної греблі висотою 35 метрів та довжиною 250 метрів. Він також сполучений з трьома допоміжними водоймами – Falemprise (1,2 млн м3), Feronval (0,8 млн м3) і Ry jaune (1,1 млн м3), котрі при рівнях поверхні на позначках від 208,5 до 210 метрів НРМ знаходяться дещо вище від основного сховища, в якому аналогічний показник становить 207 метрів НРМ.
Верхній резервуар створили на струмку la Plate Taille (ліва притока l'Eau d'Heure) за допомогою бетонної гравітаційної греблі висотою 70 метрів та довжиною 790 метрів. Вона утримує водойму з площею поверхні 3,9 км2 та об’ємом 66,5 млн м3. Такий великий розмір необхідний для виконання інших функцій гідрокомплексу – стабілізації течії у Самбрі та Маасі, забезпечення роботи каналів Шарлеруа-Брюссель і Центрального, а також водопостачання населення і промисловості. Тому в вологий період року гідроагрегати перекачують до озера Тал'є більше води, ніж використовується для виробництва електроенергії, а у посушливий сезон відбувається зворотній процес. Заповнення водосховища l'Eau d'Heure вперше відбулось в 1977-му, закачування первісного об'єму до озера Тал'є завершилось у 1980-му, а запуск ГАЕС припав на 1981 рік.
Машинний зал знаходиться на березі нижнього резервуару прямо під греблею la Plate Taille, а подача води до нього організована за допомогою водоводів діаметром по 4,5 метра. Основне обладнання станції становлять чотири оборотні турбіни типу Френсіс потужністю по 36 МВт, які використовують напір у 45 метрів. 
Зв’язок з енергосистемою забезпечується ЛЕП, котра працює під напругою 150 кВ.